# 3767-es busz
A 3767-es jelzésű autóbuszvonal Miskolc, Sajószentpéter és a kazincbarcikai Herbolya városrész között húzódik, amelyet a MÁV Személyszállítási Zrt. üzemeltet.

## Útvonala
A miskolci autóbusz-állomásról, a Búza térről indul. Útját a 26-os főúton kezdi el, annak négysávos szakaszán, északi irányban, a Szentpéteri kapun keresztül. Többek között erre található a miskolci húszemeletes, a megye központi kórháza, valamint az útból ágazik ki az egykori miskolci repülőtér felé vezető szakasz is, egy bevásárlóközponti csomópontban. A megyeszékhelyet a Miskolc–Bánréve–Ózd-vasútvonal és a Sajóecseg–Hídvégardó-vasútvonal közös vonalszakaszával párhuzamosan hagyja el.
Miskolcról északnyugati irányban távolodik el, valamint öt kisebb elágazás mentén, de ezekben nem áll meg. Ezek sorjában a szirmabesenyői, a már évek óta nem üzemelő Borsodi Ércelőkészítő Műi, a sajókeresztúri, a sajóbábonyi és a piltatanyai elágazások. A 8 kilométer alatt az összes Szirmabesenyő, Sajókeresztúr, Sajóvámos, Sajóbábony és Sajóecseg irányába tartó buszjárattól elválik.
Első településének közelében a 2023 decemberében átadott elkerülőjéhez – 260-as főút – tartozó körforgalmon túl Sajószentpéterre hajt be. A Sajó parti városnak délkeleti részén indul neki, ezalatt három nagyobb elágazáson megy túl, elsőként az edelényin, ahonnan a 27-es főút ágazik ki, majd a parasznyain (melyhez közel a vasútállomásához leágazó bekötőút is), végül az alacskain. A régió egyik legnagyobb gyárának helyet adó BorsodChem nagy helyen terül el. A Miskolc–Bánréve–Ózd-vasútvonallal párhuzamosan, a különböző üzemei mentén gyorsjárati jellege végett csak egy megállóban – PVC gyár bejárati út – biztosított a bejutás az ipari parkba. Ily módon éri el Borsod-Abaúj-Zemplén megye 3. legnagyobb városát, Kazincbarcikát.
Ezután elhagyja a főútat, utána az egykori Borsodi Vegyi Kombinát, mai nevén BorsodChem Zrt. nevet viselő vegyipari létesítmény mentén kialakított Szent Flórián téri buszállomáson is megáll. Onnan egészen a Sajókazinc területén fekvő temetőjéig, valamint a Jószerencsét úton közlekedik, majd a Mátyás király út irányába tart. A Tardona-patak folyásának mentén, illetve a Csónakázó-tóhoz közel halad, míg nem a város első tízemeletes társasházai között bejezi be útját a kazincbarcikai autóbusz-állomáson.
Több indítása a Tardona irányába fekvő, a Tardona-völgy szénbányászathoz köthető külvárosi részeibe továbbközlekedik. A Kertváros északi peremén érkezik el Herbolya városrészébe, a Tervtáróhoz és ahhoz közeli buszfordulójáig. Ezalatt a város ezen felében található családi házas övezetébe nyúlik bele, a belváros zajaitól mentes területekre.
Reggelente expresszjáratként közlekedik egy tanévi iskolás indítás, mely 2025. április 1-től hasonlóan a többi céljárathoz megáll a Szent Flórián téren is.

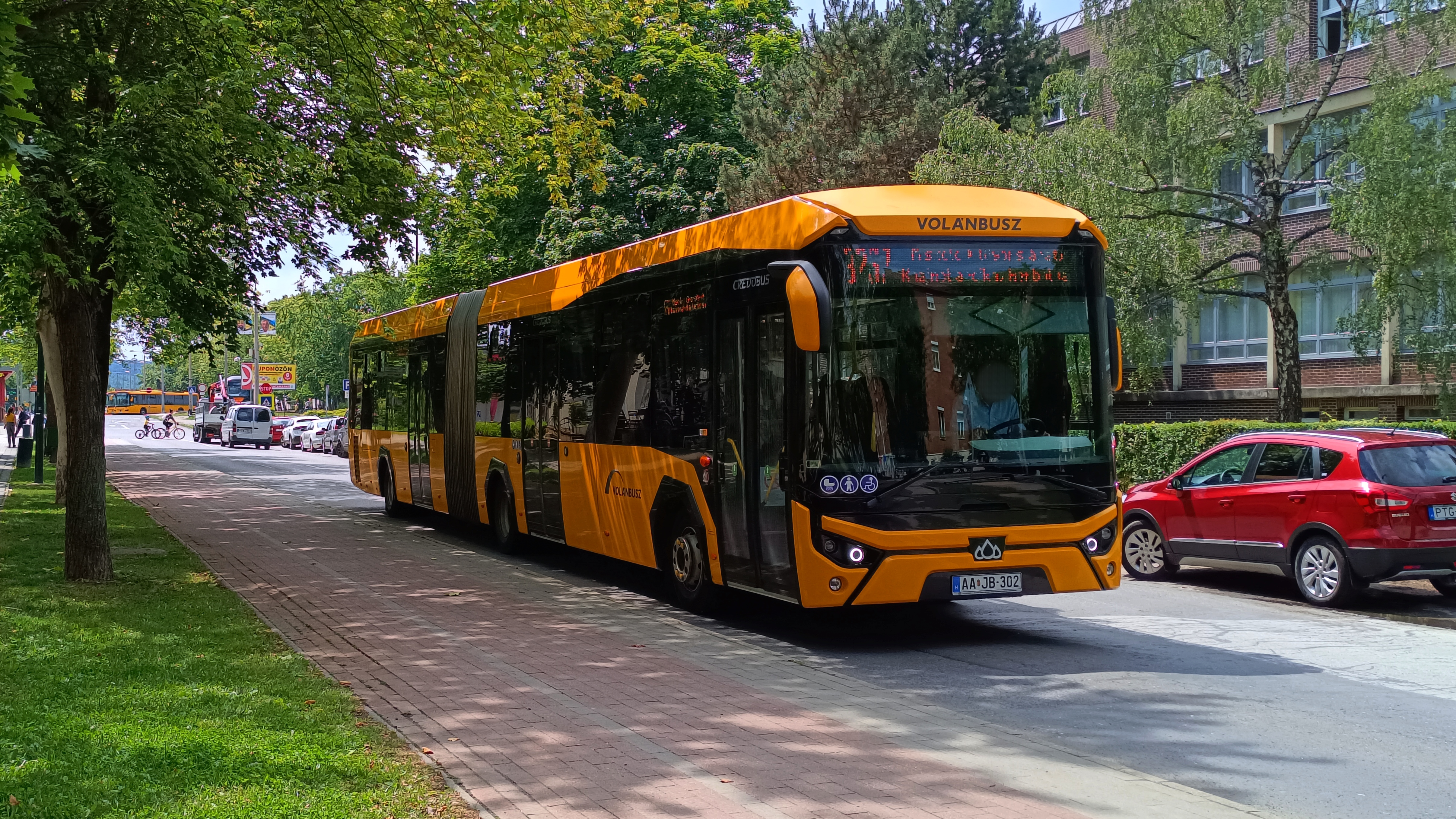
Tovább Herbolyára

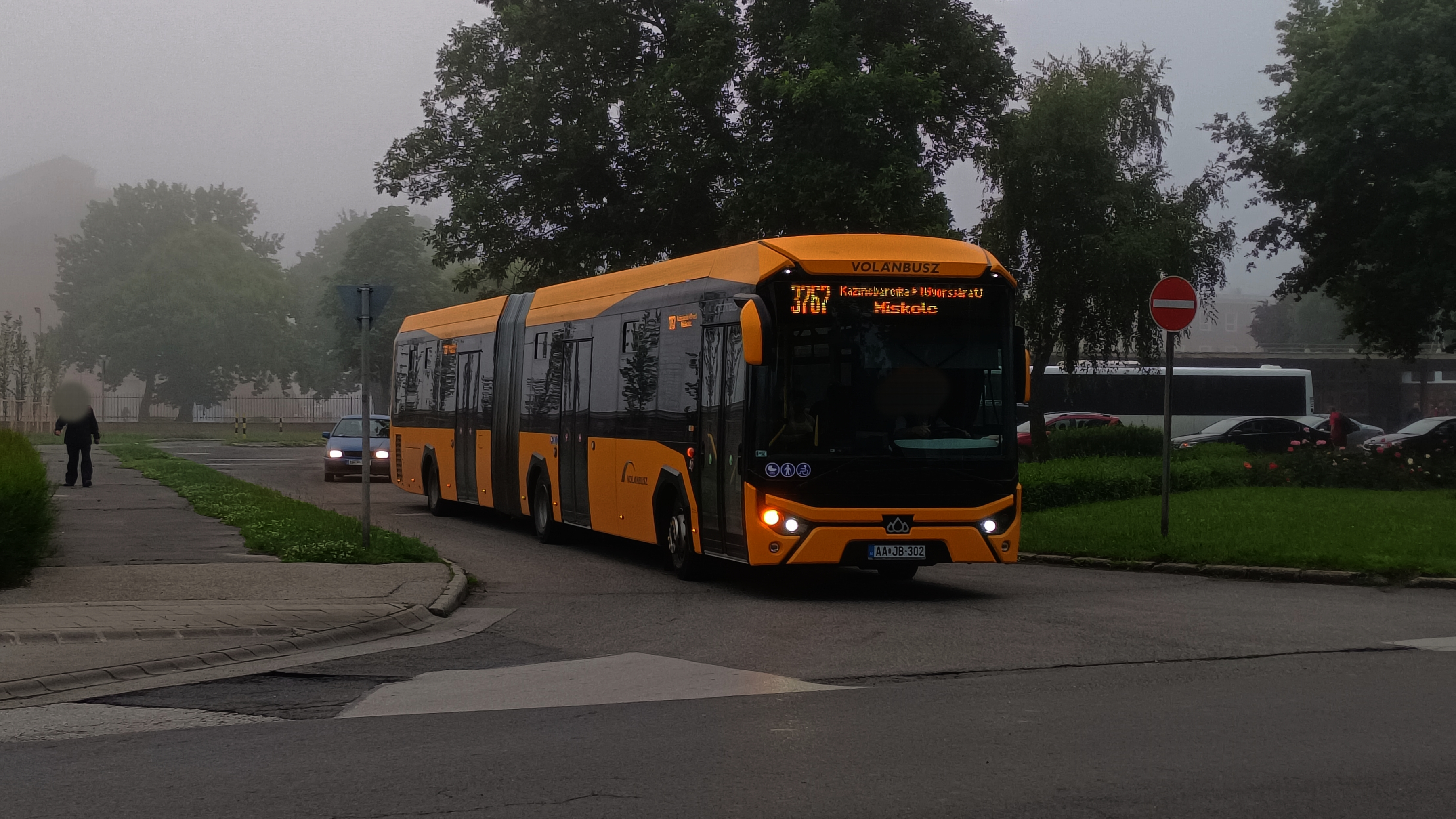
Kora reggel közlekedő gyors

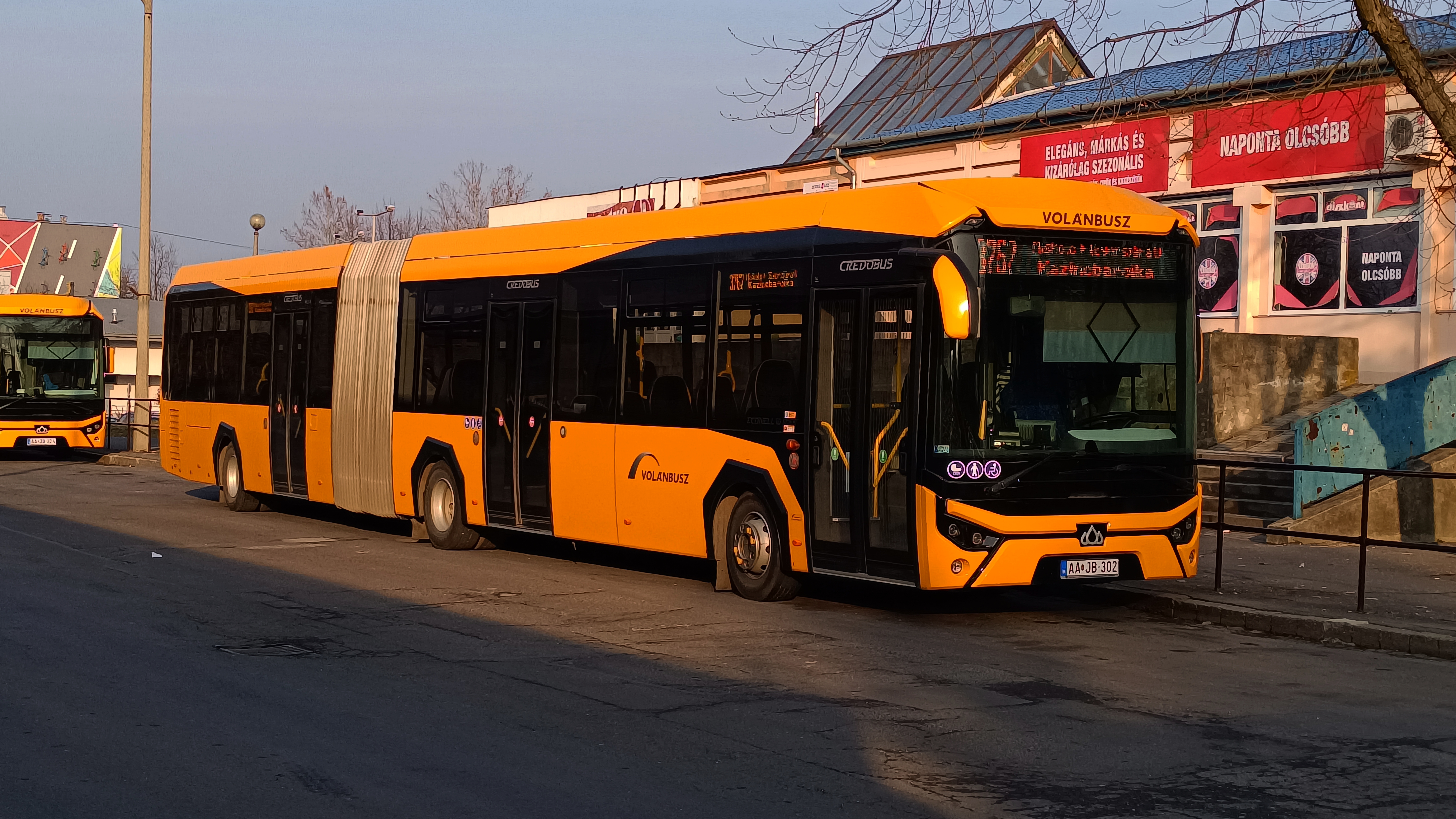
A barcikai buszállomásra érkezett

## Közlekedése
Indításai minden nap történnek, de legfőképpen hétköznapokon. Gyorsjáratként közlekedik, azaz Miskolcon 3; Sajószentpéteren 2; Berentén 1; Kazincbarcikán az összes megállót érinti útja során.
Megalakulása a 2020 júliusában esedékes új térségi menetrendhez köthető, a 3765-ös buszok egyik elágazó autóbuszvonala. Indulásához képest több járat 3765-ösként közlekedik, azaz legtöbbször lassújáratként és a belvárost érintve. Gyakoriak csak a buszállomásig közlekedő indítások.

### Törzsjárművei
Miskolc és a kazincbarcikai Herbolya városrész között egyaránt szóló és csuklós autóbuszok is közlekednek. A hét többi napján a városháza és a kórház felé közlekednek, azaz a 3765-ös buszvonalról fordítanak rá buszt.
- az LMP-207 rendszámú Ikarus E127,
- az SWR-579 rendszámú Volvo 8900,
- az AA JB-302 rendszámú Credo Econell 18 Next,
- az AA JB-303 rendszámú Credo Econell 18 Next,
- az AA JB-304 rendszámú Credo Econell 18 Next,
- az AA JB-310 rendszámú Credo Econell 18 Next,
- az AA JB-327 rendszámú Credo Econell 18 Next,
- az AA JB-328 rendszámú Credo Econell 18 Next autóbuszok.

| Viszonylat                                            | Indításszám     | Közlekedési rend          |
| ----------------------------------------------------- | --------------- | ------------------------- |
| Miskolc, aut. áll. ➝ Kazincbarcika, aut. áll.         | 3 oda           | tanítási napokon          |
| Miskolc, aut. áll. ➝ Kazincbarcika, aut. áll.         | 2 oda           | tanszünetben munkanapokon |
| Miskolc, aut. áll. – Kazincbarcika, Herbolya Tervtáró | 1 oda, 5 vissza | tanítási napokon          |
| Miskolc, aut. áll. – Kazincbarcika, Herbolya Tervtáró | 1 oda, 5 vissza | tanszünetben munkanapokon |
| Miskolc, aut. áll. – Kazincbarcika, Herbolya Tervtáró | 1 vissza        | hétvégén                  |

## Megállóhelyei
| 0  | Miskolc, autóbusz-állomás végállomás                 | 0.0 km  | 1, 1G, 3, 3A, 4, 7, 11, 12G, 20, 20A, 24, 28, 32, 34G, 35, 43, 44, 45, 101B, 900, 914, 935 1050, 1053, 1369, 1370, 1372, 1373, 1374, 1375, 1376, 1377, 1380, 1381, 1383, 1384, 1410, 1411 3700, 3701, 3702, 3703, 3704, 3705, 3706, 3707, 3708, 3709, 3710, 3711, 3712, 3714, 3715, 3716, 3717, 3718, 3719, 3720, 3721, 3722, 3723, 3724, 3726, 3727, 3728, 3729, 3730, 3731, 3733, 3734, 3735, 3736, 3737, 3738, 3739, 3740, 3741, 3742, 3743, 3744, 3745, 3746, 3747, 3748, 3749, 3750, 3751, 3752, 3753, 3754, 3755, 3757, 3760, 3761, 3764, 3765, 3766, 3770, 3772, 3773, 3774, 3775, 3776, 3777, 4019 |
| 1  | Miskolc, megyei kórház                               | 1.9 km  | 3, 3A, 12, 12G, 14, 14G, 20, 24, 36, 54, 914 1369, 1384, 1410, 1411 3700, 3701, 3702, 3703, 3704, 3705, 3707, 3708, 3709, 3711, 3714, 3754, 3757, 3760, 3761, 3763, 3764, 3765, 3766, 3769, 3770, 3772, 3773, 3774, 3775, 3776, 3777 |
| 2  | Miskolc, repülőtér bejárati út                       | 2.8 km  | 3, 3A, 8, 12, 12G, 14, 14G, 20, 24, 36, 54, 240, 914 1369, 1384, 1410, 1411 3700, 3701, 3702, 3703, 3704, 3705, 3707, 3708, 3709, 3711, 3714, 3754, 3757, 3760, 3761, 3763, 3764, 3765, 3766, 3769, 3770, 3772, 3773, 3774, 3775, 3776, 3777 |
| 3  | Miskolc, Stromfeld laktanya                          | 3.9 km  | 1369, 1384, 1410, 1411 3700, 3701, 3702, 3703, 3704, 3705, 3707, 3708, 3709, 3711, 3714, 3754, 3757, 3760, 3761, 3763, 3764, 3765, 3766, 3769, 3770, 3772, 3773, 3774, 3775, 3776, 3777 |
| 4  | Sajószentpéter, edelényi elágazás                    | 14.0 km | 1369, 1384, 1410, 1411 3754, 3761, 3763, 3764, 3765, 3766, 3769, 3770, 3773, 4098 |
| 5  | Sajószentpéter, parasznyai elágazás                  | 15.2 km | 1369, 1384, 1410, 1411 3754, 3756, 3761, 3763, 3764, 3765, 3766, 3769, 3770, 3773, 4049, 4050, 4051, 4098 |
| 6  | Berente, PVC gyár bejárati út                        | 18.3 km | 1369, 1384, 1410, 1411 3756, 3763, 3764, 3765, 3766, 3769, 3770, 3773, 4045, 4046, 4047, 4048, 4050, 4052, 4058, 4061, 4062, 4063, 4067, 4070, 4075, 4081, 4082 |
| 7  | Kazincbarcika, Szent Flórián tér autóbusz-váróterem  | 21.1 km | 1054, 1369, 1384, 1410, 1411 3756, 3763, 3764, 3765, 3766, 3769, 3770, 3772, 3773, 4040, 4041, 4043, 4044, 4045, 4046, 4047, 4048, 4050, 4052, 4058, 4059, 4061, 4062, 4063, 4065, 4066, 4067, 4069, 4070, 4075, 4079, 4080, 4081, 4082, 4083, 4084, 4194 |
| 8  | Kazincbarcika, temető                                | 22.0 km | 3756, 3763, 3764, 3765, 3766, 3770, 3772, 3773, 4040, 4041, 4043, 4044, 4046, 4047, 4048, 4050, 4052, 4059, 4060, 4063, 4065, 4066, 4067, 4069, 4070, 4075, 4080, 4082, 4083, 4084 |
| 9  | Kazincbarcika, Mátyás király út                      | 22.7 km | 3766, 4046, 4048, 4066, 4067 |
| 10 | Kazincbarcika, strandfürdő                           | 23.1 km | 3766, 4046, 4048, 4066, 4067 |
| 11 | Kazincbarcika, Árpád fejedelem tér                   | 23.6 km | 3766, 4046, 4048, 4066, 4067 |
| 12 | Kazincbarcika, autóbusz-állomás vonalközi végállomás | 24.3 km | 3, 9 1054 3408, 3756, 3763, 3764, 3765, 3766, 3770, 3772, 3773, 4040, 4041, 4043, 4046, 4047, 4048, 4050, 4052, 4057, 4059, 4060, 4065, 4066, 4069, 4070, 4075, 4080, 4082, 4083, 4084, 4154 |
| 13 | Kazincbarcika, ÉRV irodaház                          | 24.9 km | 9 3765, 4052, 4060, 4069 |
| 14 | Kazincbarcika, Tardonai út 1.                        | 25.6 km | 3765, 4052, 4060, 4069 |
| 15 | Kazincbarcika, Vécsetal-tanya                        | 26.2 km | 4B 3765, 4052, 4060, 4069 |
| 16 | Kazincbarcika, Gábor Áron utca                       | 26.6 km | 4B 3765, 3766, 4052, 4060, 4069 |
| 17 | Kazincbarcika (Herbolya), kultúrház bejárati út      | 27.0 km | 4B 3765, 3766, 4052, 4060, 4069 |
| 18 | Kazincbarcika (Herbolya), erdészház                  | 27.7 km | 4B 3765, 3766, 4052, 4060, 4069 |
| 19 | Kazincbarcika, Herbolya Tervtáró végállomás          | 28.4 km | 4B 3765, 4052, 4069 |